# Federazione svizzera di ginnastica
La Federazione svizzera di ginnastica, FSG (in tedesco: Schweizerische Turnverband, STV; in francese: Fédération suisse de gymnastique, FSG) è la più grande federazione sportiva nazionale della Svizzera, e gestisce la pratica sportiva della ginnastica nonché di altri sport più o meno conosciuti, tra cui fistball, indiaca, korfball, ruota di Rhon.